# IGEM
国际遗传工程机器设计竞赛（英語：International Genetically Engineered Machine Competition, iGEM）是一年一度的世界级的合成生物学竞赛。该竞赛由麻省理工学院于2004年首创，旨在培养合成生物学人才，促进各国大学本科生在该领域的学习、交流与合作。每年，大赛主办方提供给各参赛队伍一份DNA标准样本库，各队自行选题并通过设计和模型分析，将所需样本导入现有的生物体系，合成全新的生物工程系统（即“基因工程机器”）。